# 1030
Năm 1030 là một năm trong lịch Julius.

## Sự kiện
- Henry I của Pháp lãnh đảo cuộc nổi loạn chống lại cha mình là Robert.

### Á
- Âu Dương Tu ở Trung Hoa đỗ tiến sĩ lúc 22 tuổi.
- Hoàng đế Byzantine Romanus III xâm lược Syria.
- Masud lên ngôi hoàng đế đế chế Ghaznavid sau khi phụ hoàng của ông Mahmud băng hà.

## Sinh
- 8 tháng 6 - Thân Cảnh Phúc, phò mã nhà Lý tức 5 tháng 5 năm Canh ngọ (m. 1077)
- 26 tháng 7 - Stanislaus của Szczepanów, Thánh Stanislaw (mất 1079)
- Baldwin VI, Bá tước của Flanders (mất 1070)
- Vsevolod I của Kiev (mất 1093)

## Mất
- 30 tháng 4-Mahmud của Ghazni
- 19 tháng 7-Adalberon, giám mục của Laon
- 29 tháng 7-King Olaf II của Na Uy (sinh 995)
- 30 tháng 9 - Công tước Aquitaine (sinh 969)